# NGC 5694
NGC 5694 ist ein Kugelsternhaufen im Sternbild Wasserschlange. Möglicherweise entfernt sich NGC 5694 aus unserem Milchstraßensystem.
NGC 5694 hat eine Helligkeit von 10,2 mag und einen Winkeldurchmesser von 4,3 Bogenminuten. NGC 5694 ist 113200 Lichtjahre entfernt und wurde am 22. Mai 1784 von William Herschel entdeckt.